# Danielle Woodward
Pour les articles homonymes, voir Woodward.
Danielle Woodward, née le 20 mars 1965 à Melbourne, est une kayakiste australienne pratiquant le slalom.

## Palmarès

### Jeux olympiques
- Médaille d'argent aux Jeux olympiques de 1992 à Barcelone en K-1[1].